# 3-(3,4-di-hidroxifenil)propanamida
3-(3,4-Diidroxifenil)propanamida ou 3-(3,4-diidroxifenil)propionamida é o composto orgânico, de fórmula química C9H11NO3, SMILES C1=CC(=C(C=C1CCC(=O)N)O)O, sendo uma amida e um composto aromático.